# Endoxyla
Endoxyla är ett släkte av svampar. Endoxyla ingår i familjen Boliniaceae, ordningen Boliniales, klassen Sordariomycetes, divisionen sporsäcksvampar och riket svampar.
|          | Lentomitella |
|          | |
| Endoxyla | \| \| Endoxyla parallela \| \| \| \| \| \| Endoxyla rostrata \| \| \| \| \| \| Endoxyla laevirostris \| \| \| \| \| \| Endoxyla vestita \| \| \| \| |
|          | \| \| Endoxyla parallela \| \| \| \| \| \| Endoxyla rostrata \| \| \| \| \| \| Endoxyla laevirostris \| \| \| \| \| \| Endoxyla vestita \| \| \| \| |
|          | Mollicamarops |
|          | |
|          | Camaropella |
|          | |
|          | Cornipulvina |
|          | |
|          | Pseudovalsaria |
|          | |
|          | Neohypodiscus |
|          | |
|          | Camarops |
|          | |
|          | Linostomella |
|          | |
|          | Apiocamarops |
|          | |
|          | Endoxyla parallela |
|          | |
|          | Endoxyla rostrata |
|          | |
|          | Endoxyla laevirostris |
|          | |
|          | Endoxyla vestita |
|          | |

|  | Endoxyla parallela    |
|  |                       |
|  | Endoxyla rostrata     |
|  |                       |
|  | Endoxyla laevirostris |
|  |                       |
|  | Endoxyla vestita      |
|  |                       |